# Schwarzkopf Professional
Schwarzkopf Professional is sinds 1995 een divisie van de Henkel-groep.
Zij maakt haarverzorgingsproducten voor de professionele branche, normaal gesproken uitsluitend verkrijgbaar in de kapsalons. Zij is actief in ongeveer tachtig landen en had in 2010 een jaaromzet van ruim 3 miljard euro.

## Geschiedenis
Schwarzkopf dateert uit 1898, toen de Berlijnse apotheker Hans Schwarzkopf bij zijn apotheek een aparte parfumafdeling opende. Het eerste product van Hans Schwarzkopf was poedershampoo, in 1903. Hij introduceerde het logo met het zwarte hoofd en leverde aan apotheken in Berlijn en ging ook internationaal op pad. In 1927 bracht Schwarzkopf de eerste vloeibare shampoo op de markt. In 1995 verwierf de Henkel-groep het bedrijf van de familie Schwarzkopf.